# Heavy Metal: F.A.K.K.²
Heavy Metal: F.A.K.K.² – komputerowa gra akcji z widokiem TPP stworzona przez Ritual Entertainment i wydana przez Gathering of Developers 28 lipca 2000. Gra otrzymała nagrodę European Entertainment ETAINA za najlepszą grafikę w grze w roku 2000. Jest inspirowana filmem Heavy Metal 2000.

## Fabuła
Bohaterką gry jest obrończyni o imieniu – Julie (na podstawie Julie Strain – aktorki, która użyczyła głosu bohaterce filmowej), która za zadanie ma ocalić jej rodzimą planetę Eden2 przed Federacyjną Ketogeniczną Strefą Śmierci jaką objęty ma być świat przez GITH Industries – organizacji założonej przez starożytnego wojownika pragnącego podbić wszechświat. Za pomocą rozmaitych broni (głównie białej), Julie musi wyeliminować siły przeciwnika odkrywając w tym czasie ukrytą otchłań wewnątrz planety.